# Randugunting (Tegal Selatan)
Randugunting is een bestuurslaag in het regentschap Tegal van de provincie Midden-Java, Indonesië. Randugunting telt 17.189 inwoners (volkstelling 2010).